# シュロップシャー・ブルー
シュロップシャー・ブルー（英語: Shropshire Blue）はイギリスのシュロップシャーを原産地とする、牛乳を原料としたブルーチーズ。産地としては他にレスターシャーおよびノッティンガムシャーが挙げられる。
歴史はそれほど古くなく、発祥は1970年代のスコットランド、現在の商品とされたのは1981年であった。当初の1970年代は、同じくブルーチーズのスティルトンの製法を持ち帰ったアンディ・ウィリアムソン (Andy Williamson) により作成され、当時の産地の名に由来してインヴァネスシャー・ブルー (Inverness-shire Blue)、またはその牧場の名をとってブルー・スチュワート (Blue Stuart) と呼ばれていた。シュロップシャーなどで販売するため、マーケティングの理由のみでなんとなくシュロップシャー・ブルーと名づけられるようになった。生産は1980年に一旦途切れたが、同年、または翌年再開し、これが現在のシュロップシャー・ブルーの開発年と見なされている。
形状は円筒状で、外観は茶色もしくはオレンジ色。若干の白カビも見られる。内部はオレンジ色が主体でマーブル模様にアオカビが散っている。このオレンジ色はアナトー色素によるものである。
低温殺菌乳を使用し、熟成は最低8週間または12週間とされ、さらに12週間熟成することで風味を良くすることも可能。
アオカビの多いブルーチーズは味が強く個性が強いとされるが、シュロップシャー・ブルーは「クリーミー」かつ「甘味」があり、一般向けの味をもつと評される。食し方の例としては、ブラウンエール、シェリー香のある（例えばマッカランのような）スコッチ・ウイスキーもしくはポートワインとあわせたり、ハチミツをかけてそのまま食してもよいとされる。